# Coccodiella myrtacearum
Coccodiella myrtacearum är en svampart som först beskrevs av Rick, och fick sitt nu gällande namn av I. Hino & Katum. 1968. Coccodiella myrtacearum ingår i släktet Coccodiella och familjen Phyllachoraceae.   Inga underarter finns listade i Catalogue of Life.